# Anne Bancroft
Anne Bancroft, pseudonimo di Anna Maria Louisa Italiano (New York, 17 settembre 1931 – New York, 6 giugno 2005), è stata un'attrice statunitense.
Annoverata tra le migliori attrici della sua generazione, Anne Bancroft raggiunse il successo al cinema, alla televisione e soprattutto in teatro, ottenendo molti dei più ambiti riconoscimenti: un Premio Oscar, due Golden Globe, tre Premi BAFTA, due Premi Emmy, il Prix d'interpretation feminine al Festival di Cannes, la Concha de Plata alla migliore attrice al Festival di San Sebastian e due Tony Awards. Tra i suoi film più celebri, Anna dei miracoli (1962), Frenesia del piacere (1964), Il laureato (1967), Due vite, una svolta (1977), The Elephant Man (1980), Agnese di Dio (1985) e 84 Charing Cross Road (1987).

## Biografia

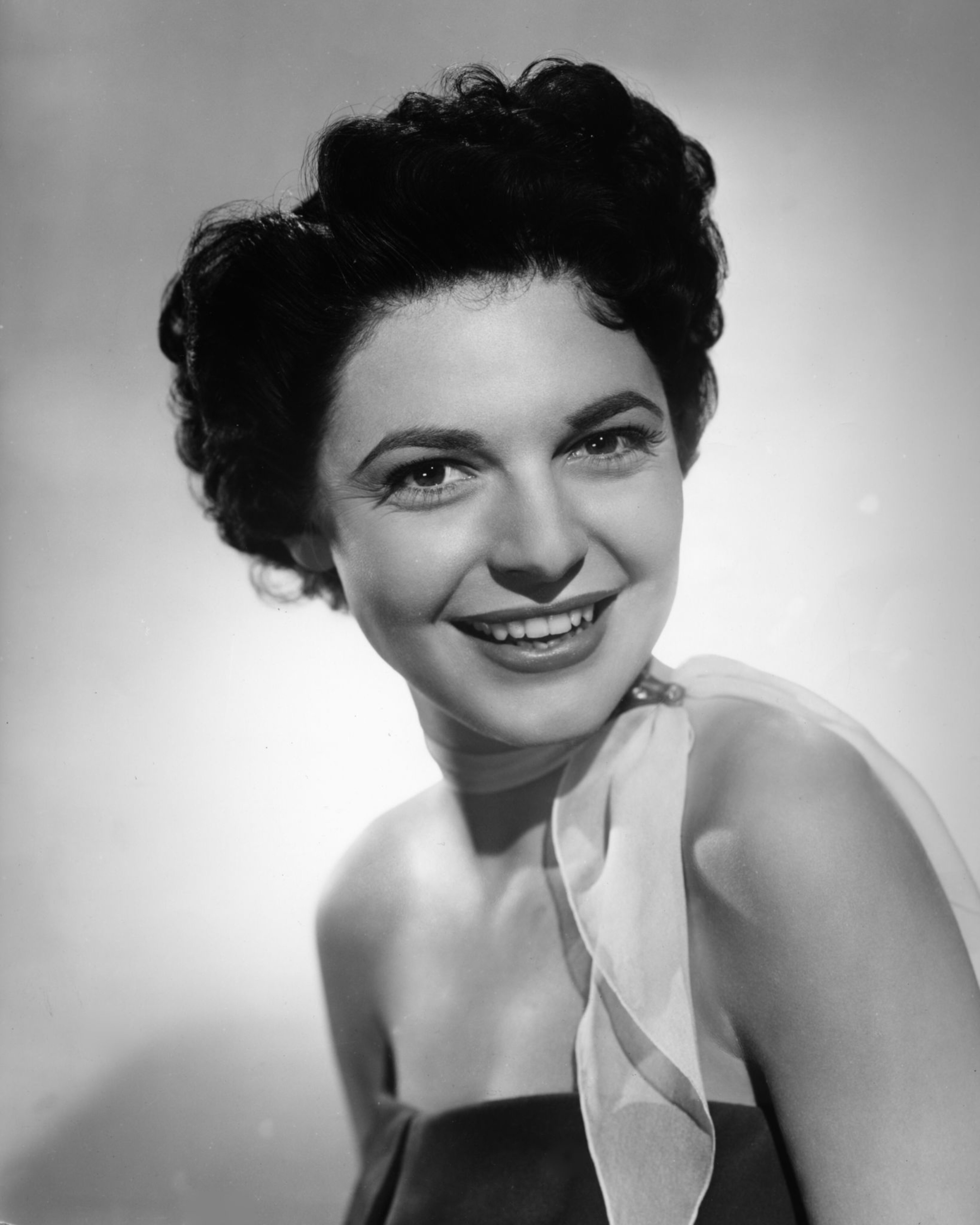
Anne Bancroft nel film La tua bocca brucia (1952)

Di famiglia originaria della provincia di Potenza, il padre di Palazzo San Gervasio, la madre di Muro Lucano, fu la seconda delle tre figlie di Mildred Di Napoli, centralinista, e Michael G. Italiano, sarto. Dopo aver preso lezioni di danza e di recitazione, intraprese la carriera artistica a diciassette anni, quando entrò all'American Academy of Dramatic Arts di New York, assumendo allora il nome d'arte di Anne Marno. Dal 1951 partecipò ad alcune produzioni televisive, e fece il suo esordio a Hollywood con la pellicola La tua bocca brucia (1952) di Roy Ward Baker, con protagonisti Marilyn Monroe e Richard Widmark.
Dopo avere recitato in film di vario genere, nel 1957 fece ritorno in teatro e frequentò l'Actors Studio. Nel 1958 esordì a Broadway nello spettacolo Due sull'altalena di William Gibson, al fianco di Henry Fonda, per cui si guadagnò un Tony Award. L'anno seguente apparve di nuovo sul palcoscenico nel ruolo dell'insegnante della fine dell'Ottocento che cerca di aiutare una bambina sordo-cieca in Anna dei miracoli, sempre di Gibson. Nel 1962 fu chiamata dal regista Arthur Penn a ripetere la sua intensa prova nell'omonima trasposizione cinematografica della pièce; la sua interpretazione le fece guadagnare nel 1963 il premio Oscar alla migliore attrice protagonista e il premio BAFTA quale attrice internazionale dell'anno.

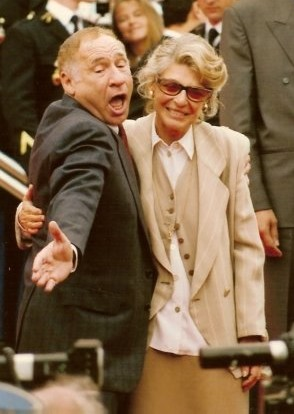
Anne Bancroft insieme al marito Mel Brooks al Festival di Cannes 1991

Con la sua interpretazione in Frenesia del piacere (1964) di Jack Clayton, ove affiancò Peter Finch e James Mason, vinse il secondo BAFTA e il Prix d'interprétation féminine al Festival di Cannes. Attrice versatile, per certi versi anticonformista e con una spiccata personalità, la Bancroft lavorò in altri film di rilievo come La vita corre sul filo (1965) di Sydney Pollack, qui al suo esordio dietro la macchina da presa, e Missione in Manciuria (1966), ultimo film di John Ford. Nel 1967 le fu affidato il ruolo di protagonista del film Il laureato di Mike Nichols, in cui interpretò la provocante Mrs. Robinson (immortalata nella celebre e omonima canzone di Simon & Garfunkel) che seduce un giovane Dustin Hoffman. Dopo questo film, che la rese ulteriormente celebre e una icona di quegli anni, diradò tuttavia la sua attività cinematografica. Lavorò comunque al fianco del marito Mel Brooks in L'ultima follia di Mel Brooks (1975), Essere o non essere (1983), remake di Vogliamo vivere!, capolavoro di Ernst Lubitsch del 1943, e in Dracula morto e contento (1995).
Nonostante continuasse a ottenere le maggiori soddisfazioni professionali in teatro, dopo il 1967 si concesse varie e incisive interpretazioni cinematografiche: fu l'elegante madre di Winston Churchill in Gli anni dell'avventura (1972) di Richard Attenborough, la tenera e combattiva moglie di Jack Lemmon in Prigioniero della seconda strada (1975) di Melvin Frank, l'orgogliosa baronessa tedesca che si salva dalla catastrofe in Hindenburg (1975) di Robert Wise, la ballerina di Due vite, una svolta (1977) di Herbert Ross, la celebre attrice teatrale che nell'Inghilterra vittoriana prende a cuore la vicenda di un ragazzo deforme in The Elephant Man (1980) di David Lynch, la malata terminale che finalmente conosce la sua attrice preferita in Cercando la Garbo (1984) di Sidney Lumet, la madre superiora che scopre il terribile segreto di una giovane suora in Agnese di Dio (1985) di Norman Jewison, la vedova che affronta la figlia con istinti suicidi in Una finestra nella notte (1986) di Tom Moore, l'eccentrica scrittrice americana che instaura una lunga e tenera amicizia epistolare con un libraio londinese (interpretato da Anthony Hopkins) in 84 Charing Cross Road (1987) di David Hugh Jones e l'invadente e non comprensiva madre di un omosessuale in Amici, complici, amanti (1988) di Paul Bogart.
Negli anni novanta interpretò ancora ruoli importanti, tra gli altri, in Malice - Il sospetto (1993) di Harold Becker, Gli anni dei ricordi (1996) di Jocelyn Moorhouse, Verso il sole (1996) di Michael Cimino e Soldato Jane (1997) di Ridley Scott, con protagonista Demi Moore. Una delle sue ultime interpretazioni cinematografiche fu quella della stravagante madre di un giovane rabbino ebreo in Tentazioni d'amore (2000) di Edward Norton. Apparve l'ultima volta sul grande schermo con un piccolo ruolo in Heartbreakers - Vizio di famiglia (2001) di David Mirkin, interpretato da Sigourney Weaver e Jennifer Love Hewitt. Tra le sue più recenti partecipazioni in produzioni televisive si distinguono quelle in Gesù di Nazareth (1977) di Franco Zeffirelli, Marco Polo (1982) di Giuliano Montaldo e La primavera romana della signora Stone (2003) di Robert Allan Ackerman, ove interpretò il personaggio della contessa, reso famoso da Lotte Lenya nell'omonimo film del 1961.

## Vita privata
Madrina dell'attore David DeLuise, figlio di Dom DeLuise (protagonista del film Pastasciutta... amore mio! sceneggiato e diretto nel 1980 dalla stessa Bancroft) è stata sposata dal 1953 al 1957 con l'avvocato Martin May, mentre alla fine degli anni cinquanta ebbe una relazione con l'attore John Ericson. Dal secondo matrimonio con l'attore e regista Mel Brooks, sposato nel 1964 e con il quale rimase fino alla morte, ha avuto un figlio, Max, nato nel 1972.
Anne Bancroft morì il 6 giugno 2005, a 73 anni, presso il Mount Sinai Medical Center di New York, per un tumore dell'utero.

## Filmografia

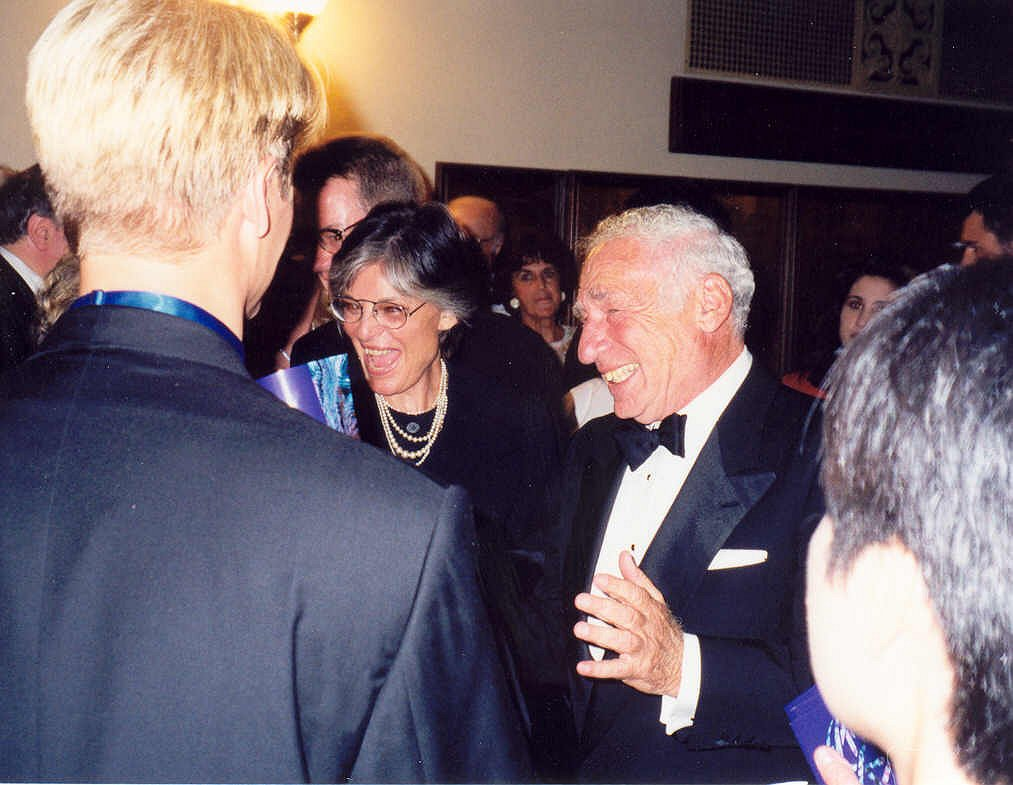
Anne Bancroft col marito Mel Brooks ai Premi Emmy 1997

### Cinema
- La tua bocca brucia (Don't Bother to Knock), regia di Roy Ward Baker (1952)
- Parata di splendore (Tonight We Sing), regia di Mitchell Leisen (1953)
- Il tesoro dei condor (Treasure of the Golden Condor), regia di Delmer Daves (1953)
- La mascotte (The Kid from Left Field), regia di Harmon Jones (1953)
- Gorilla in fuga (Gorilla at Large), regia di Harmon Jones (1954)
- I gladiatori (Demetrius and the Gladiators), regia di Delmer Daves (1954)
- La spia dei ribelli (The Raid), regia di Hugo Fregonese (1954)
- Anonima delitti (New York Confidential), regia di Russell Rouse (1955)
- A Life in the Balance, regia di Harry Horner e Rafael Portillo (1955)
- Brooklyn chiama polizia (The Naked Street), regia di Maxwell Shane (1955)
- L'ultima frontiera (The Last Frontier), regia di Anthony Mann (1955)
- La terra degli Apaches (Walk the Proud Land), regia di Jesse Hibbs (1956)
- L'alibi sotto la neve (Nightfall), regia di Jacques Tourneur (1957)
- Stirpe maledetta (The Restless Breed), regia di Allan Dwan (1957)
- F.B.I. squadra omicidi (The Girl in Black Stockings), regia di Howard W. Koch (1957)
- Anna dei miracoli (The Miracle Worker), regia di Arthur Penn (1962)
- Frenesia del piacere (The Pumpkin Eater), regia di Jack Clayton (1964)
- La vita corre sul filo (The Slender Thread), regia di Sydney Pollack (1965)
- Missione in Manciuria (7 Women), regia di John Ford (1966)
- Il laureato (The Graduate), regia di Mike Nichols (1967)
- Gli anni dell'avventura (Young Winston), regia di Richard Attenborough (1972)
- Mezzogiorno e mezzo di fuoco (Blazing Saddles), regia di Mel Brooks (1974) - cameo non accreditata
- Prigioniero della seconda strada (The Prisoner of Second Avenue), regia di Melvin Frank (1975)
- Hindenburg (The Hindenburg), regia di Robert Wise (1975)
- Stupro (Lipstick), regia di Lamont Johnson (1976)
- L'ultima follia di Mel Brooks (Silent Movie), regia di Mel Brooks (1976)
- Due vite, una svolta (The Turning Point), regia di Herbert Ross (1977)
- Pastasciutta... amore mio! (Fatso), regia di Anne Bancroft (1980)
- The Elephant Man, regia di David Lynch (1980)
- Essere o non essere (To Be or Not to Be), regia di Alan Johnson (1983)
- Cercando la Garbo (Garbo Talks), regia di Sidney Lumet (1984)
- Agnese di Dio (Agnes of God), regia di Norman Jewison (1985)
- Una finestra nella notte ('night, Mother), regia di Tom Moore (1986)
- 84 Charing Cross Road, regia di David Hugh Jones (1987)
- Amici, complici, amanti (Torch Song Trilogy), regia di Paul Bogart (1988)
- Bert Rigby, You're a Fool, regia di Carl Reiner (1989)
- Mi gioco la moglie... a Las Vegas (Honeymoon in Vegas), regia di Andrew Bergman (1992)
- Pozione d'amore (Love Potion No. 9), regia di Dale Launer (1992)
- Nome in codice: Nina (Point of No Return), regia di John Badham (1993)
- Malice - Il sospetto (Malice), regia di Harold Becker (1993)
- Mr. Jones, regia di Mike Figgis (1993)
- Gli anni dei ricordi (How to Make an American Quilt), regia di Jocelyn Moorehouse (1995)
- A casa per le vacanze (Home for the Holidays), regia di Jodie Foster (1995)
- Dracula morto e contento (Dracula: Dead and Loving It), regia di Mel Brooks (1995)
- Verso il sole (The Sunchaser), regia di Michael Cimino (1996)
- Soldato Jane (G.I. Jane), regia di Ridley Scott (1997)
- Se mi amate... (Critical Care), regia di Sidney Lumet (1997)
- Paradiso perduto (Great Expectations), regia di Alfonso Cuarón (1998)
- Tentazioni d'amore (Keeping the Faiht), regia di Edward Norton (2000)
- Una notte per decidere (Up at the Villa), regia di Philip Haas (2000)
- Heartbreakers - Vizio di famiglia (Heartbreakers), regia di David Mirkin (2001)

### Televisione
- Lights Out – serie TV, episodio 4x09 (1951)
- The Alcoa Hour – serie TV, episodi 2x03-2x20 (1956-1957)
- Climax! – serie TV, episodi 2x38-3x24 (1956-1957)
- ABC Stage 67 – serie TV, episodio 1x23 (1967)
- Gesù di Nazareth (Jesus of Nazareth), regia di Franco Zeffirelli – miniserie TV (1977)
- Marco Polo, regia di Giuliano Montaldo – miniserie TV (1982)
- Finalmente a casa (Homecoming), regia di Mark Jean – film TV (1996)
- In fondo al mio cuore (Deep in My Heart), regia di Anita W. Addison – film TV (1999)
- Haven - Il rifugio (Haven), regia di John Gray – miniserie TV (2001)
- La primavera romana della signora Stone (The Roman Spring of Mrs. Stone), regia di Robert Allan Ackerman – film TV (2003)

### Doppiatrice
- I Simpson (The Simpsons) – serie TV, episodio 6x11 (1994)
- Z la formica (Antz), regia di Eric Darnell e Tim Johnson (1998)
- In Search of Peace, regia di Richard Trank (2001)
- Delgo e il destino del mondo (Delgo), regia di Marc F. Adler e Jason Maurer (2008)

### Regista e sceneggiatrice
- Pastasciutta... amore mio! (Fatso; 1980)

## Teatro

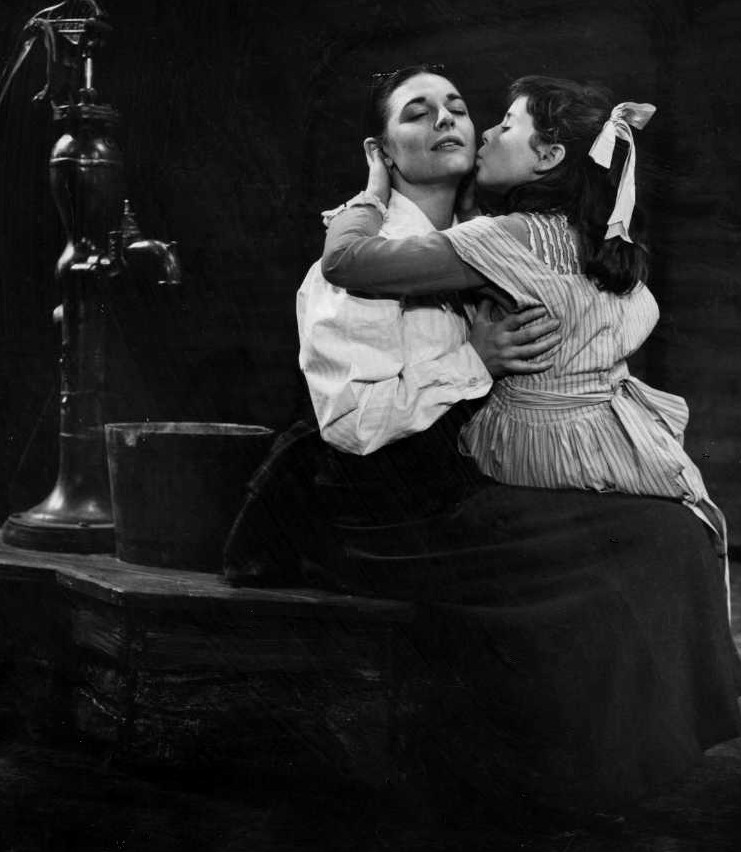
Anne Bancroft e Patty Duke in Anna dei miracoli a Broadway (1960)

- Two for the Seesaw, di William Gibson, regia di Arthur Penn. Booth Theatre di Broadway (1958)
- Anna dei miracoli, di William Gibson, regia di Arthur Penn. Playhouse Theatre di Broadway (1959)
- Madre Coraggio e i suoi figli, di Bertolt Brecht, regia di Jerome Robbins. Martin Beck Theatre di Broadway (1963)
- I diavoli, di John Whiting, regia di Michael Cacoyannis. Broadway Theatre di Broadway (1965)
- Le piccole volpi, di Lillian Hellman, regia di Mike Nichols. Vivian Beaumont Theatre ed Ethel Barrymore Theatre di Broadway (1968)
- A Cryer of Players, di William Gibson, regia di Gene Frankel. Vivian Beaumont Theatre di Broadway (1968)
- Golda, di William Gibson, regia di Arthur Penn. Morosco Theatre di Broadway (1977)
- Duet for One, di Tom Kempinski, regia di William Friedkin. Royale Theatre di Broadway (1981)
- Occupant, di Edward Albee, regia di Anthony Page. Peter Norton Space dell'Off Broadway (2001)

## Riconoscimenti
- Premio Oscar
  - 1963 – Miglior attrice per Anna dei miracoli
  - 1965 – Candidatura alla miglior attrice per Frenesia del piacere
  - 1968 – Candidatura alla miglior attrice per Il laureato
  - 1978 – Candidatura alla miglior attrice per Due vite, una svolta
  - 1986 – Candidatura alla miglior attrice per Agnese di Dio
- Golden Globe
  - 1963 – Candidatura alla miglior attrice in un film drammatico per Anna dei miracoli
  - 1965 - Migliore attrice in un film drammatico per Frenesia del piacere
  - 1968 – Migliore attrice in un film commedia o musicale per Il laureato
  - 1978 – Candidatura alla migliore attrice in un film drammatico per Due vite, una svolta
  - 1984 – Candidatura alla migliore attrice in un film commedia o musicale per Essere o non essere
  - 1985 – Candidatura alla migliore attrice in un film commedia o musicale per Cercando la Garbo
  - 1986 – Candidatura alla migliore attrice in un film drammatico per Agnese di Dio
  - 1987 – Candidatura alla migliore attrice in un film drammatico per Una finestra nella notte
- BAFTA
  - 1963 – Miglior attrice straniera per Anna dei miracoli
  - 1965 – Miglior attrice straniera per Frenesia del piacere
  - 1969 – Candidatura Miglior attrice protagonista per Il laureato
  - 1973 – Candidatura Miglior attrice protagonista per Gli anni dell'avventura
  - 1976 – Candidatura Miglior attrice protagonista per Prigioniero della seconda strada
  - 1979 – Candidatura Miglior attrice protagonista per Due vite, una svolta
  - 1988 – Miglior attrice protagonista per 84 Charing Cross Road
- Festival di Cannes
  - 1964 – Prix d'interprétation féminine per Frenesia del piacere
- Tony Award
  - 1958 – Candidatura alla miglior attrice non protagonista in un'opera teatrale per Two for the Seesaw
  - 1959 – Miglior attrice protagonista in un'opera teatrale per Anna dei miracoli
  - 1978 – Candidatura alla miglior attrice protagonista in un'opera teatrale per Golda

## Doppiatrici italiane
Nelle versioni in italiano dei suoi film, Anne Bancroft è stata doppiata da:
- Anna Miserocchi ne La terra degli Apaches, Frenesia del piacere, La vita corre sul filo, Il laureato, Prigioniero della seconda strada, Hindenburg, Stupro, Pastasciutta... amore mio!, The Elephant Man, Marco Polo, Agnese di Dio, Cercando la Garbo, 84 Charing Cross Road
- Marzia Ubaldi in Amici, complici, amanti, Pozione d'amore, Gli anni dei ricordi, A casa per le vacanze, Soldato Jane, La primavera romana della signora Stone
- Rosetta Calavetta ne Il tesoro dei condor, Gorilla in fuga, L'ultima frontiera
- Maria Pia Di Meo in Nome in codice: Nina, Mr. Jones, In fondo al mio cuore
- Paila Pavese in Verso il sole, Se mi amate..., Paradiso perduto
- Dhia Cristiani in Parata di splendore, La spia dei ribelli
- Clelia Bernacchi ne I gladiatori, Mi gioco la moglie... a Las Vegas
- Benita Martini ne Gli anni dell'avventura, Due vite, una svolta
- Tina Lattanzi ne La tua bocca brucia
- Lydia Simoneschi ne L'alibi sotto la neve
- Flaminia Jandolo in F.B.I. squadra omicidi
- Anna Proclemer in Anna dei miracoli
- Valeria Valeri in Missione in Manciuria
- Rita Savagnone in Gesù di Nazareth
- Livia Giampalmo in Essere o non essere
- Isa Bellini in Una finestra nella notte
- Maria Fiore in Malice - Il sospetto
- Aurora Cancian in Dracula morto e contento
- Noemi Gifuni in Finalmente a casa
- Solvejg D'Assunta in Tentazioni d'amore
- Ada Maria Serra Zanetti in Una notte per decidere
- Susanna Javicoli in Heartbreakers - Vizio di famiglia
- Angiolina Quinterno in Haven - Il rifugio

Nei prodotti in cui ha partecipato come doppiatrice, in italiano è stata sostituita da:
- Angiola Baggi ne I Simpson
- Sonia Scotti in Z la formica
- Stefania Patruno in Delgo e il destino del mondo